# Garrulaxe à tête rayée
Pterorhinus poecilorhynchus
Espèce
Statut de conservation UICN

 LC  : Préoccupation mineure
Le Garrulaxe à tête rayée (Pterorhinus poecilorhynchus) est une espèce de passereaux de la famille des Leiothrichidae.

## Répartition
Il est endémique à Taïwan.